# Autopista AP-37
La autopista Alicante - Murcia o AP-37 iba a ser la autopista de peaje que uniría las ciudades de Murcia y Alicante como alternativa a la Autovía del Mediterráneo (A-7). Con fecha de 17 de julio de 2019 se produjo la resolución del contrato de redacción del Estudio Informativo por desistimiento de la Administración. Por esta razón no está incluida en Plan de Infraestructuras, Transporte y Vivienda o PITVI (2012-2024), por lo que no está prevista la ejecución de esta infraestructura en la planificación del Gobierno, a través del Ministerio de Transportes, Movilidad y Agenda Urbana. A pase del desistimiento por parte de la Administración, se mantiene en la lista de las autovías, autopistas y carreteras en la Ley de Carreteras 2015. En el futuro, hay una posibilidad de replantear este proyecto dependiendo del mayor volumen de tráfico de la autovía del Mediterráneo (A-7) en el tramo entre Murcia y Alicante.
Su trazado se iba a iniciar en el enlace con la circunvalación de Murcia MU-30 y RM-1 en la pedanía de Zeneta (Murcia) y discurriría paralela al canal del Reguerón transcurriendo por los municipios de Murcia, Beniel, Orihuela, Jacarilla, Bigastro, Rafal, Benejúzar y Almoradí hasta llegar a Catral donde enlazaría con la AP-7. 
El Estudio Informativo recomendaba como alternativa más favorable la denominada Norte 4 (la económicamente más autofinanciable). Esta alternativa consiste en una vía de velocidad de proyecto 120 km/h con origen en el enlace de la futura autovía del Reguerón con la autovía RM-1 (Santomera-San Javier), en el término municipal de Murcia. La autopista finaliza en la AP-7, en el enlace con la CV-913 en el término municipal de Catral.
La autopista iba a tener una longitud aproximada de 24,1 kilómetros y tres conexiones intermedias. La primera de ellas se situaba entre la actual CV-95 y la futura autovía Orihuela-Costa. La segunda conexión se plantea como enlace entre el corredor de la futura CV-91 y la CV-910.
Y por último, se sitúa un tercer enlace próximo a la Ronda de Rafal y a la CV-911. Todos estos enlaces de sitúan estratégicamente para conectar entre sí el mayor número de infraestructuras viarias. El presupuesto estimado (base de licitación con I.V.A.) es de 198,5 millones de euros.
No debemos confundir la AP-37 con la A-37, que era hasta el año 2004 parte de la actual AP-7, la autopista de peaje que une la A-7 a la altura de Crevillente (Alicante) con la CT-32 en Cartagena (Murcia).

## Tramos
| Denominación | Tramo           | Kilómetros | Estado (2025)                                                          |
| ------------ | --------------- | ---------- | ---------------------------------------------------------------------- |
|              | Zeneta - Catral | 24         | Estudio informativo caducado (cancelado por desistimiento de contrato) |